# خلوت‌گزیده را به تماشا چه حاجت است
غزلی با مطلع «خلوت‌گزیده را به تماشا چه حاجت است»، غزل شمارهٔ ۳۳ از دیوانِ حافظ در تصحیحِ محمد قزوینی و قاسم غنی است.

## در اجراها
ایرج در برنامهٔ شمارهٔ ۱۷۶ و ۱۸۳ از مجموعهٔ برگ سبز این غزل را در دستگاهِ سه‌گاه اجرا کرده است.